# Еку-Сен-Мен
Еку́-Сен-Мен (фр. Écoust-Saint-Mein) — муніципалітет у Франції, у регіоні О-де-Франс, департамент Па-де-Кале. Населення — 487 осіб (01.01.2021).
Муніципалітет розташований на відстані близько 155 км на північ від Парижа, 55 км на південь від Лілля, 16 км на південний схід від Арраса.

## Демографія
Динаміка населення (base Cassini de l'EHESS pour les nombres retenus jusque 1962, base Insee à partir de 1968 (population sans doubles comptes puis population municipale à partir de 2006) ·  ):
Розподіл населення за віком та статтю (2006):
| Стать | Всього | До 15 років | 15-24 | 25-44 | 45-64 | 65-85 | Понад 85 |
| --- | ------ | ----------- | ----- | ----- | ----- | ----- | -------- |
| Чоловіки | 252    | 44          | 28    | 64    | 84    | 28    | 4        |
| Жінки | 232    | 28          | 28    | 52    | 76    | 36    | 12       |
| \| Статево-вікова піраміда \| Статево-вікова піраміда \| Статево-вікова піраміда \| \| ----------------------- \| ----------------------- \| ----------------------- \| \| Чоловіки \| Вік \| Жінки \| \| 4 \| 85 + \| 12 \| \| 8 \| 80-84 \| 8 \| \| 0 \| 75-79 \| 4 \| \| 16 \| 70-74 \| 16 \| \| 4 \| 65-69 \| 8 \| \| 8 \| 60-64 \| 8 \| \| 32 \| 55-59 \| 12 \| \| 24 \| 50-54 \| 28 \| \| 20 \| 45-49 \| 28 \| \| 12 \| 40-44 \| 8 \| \| 20 \| 35-39 \| 20 \| \| 16 \| 30-34 \| 8 \| \| 16 \| 25-29 \| 16 \| \| 8 \| 20-24 \| 12 \| \| 20 \| 15-20 \| 16 \| \| 20 \| 10-14 \| 12 \| \| 8 \| 5-9 \| 8 \| \| 16 \| 0-4 \| 8 \| |        |             |       |       |       |       |          |
| Статево-вікова піраміда |        |             |       |       |       |       |          |
| Чоловіки | Вік    | Жінки       |       |       |       |       |          |
| 4 | 85 +   | 12          |       |       |       |       |          |
| 8 | 80-84  | 8           |       |       |       |       |          |
| 0 | 75-79  | 4           |       |       |       |       |          |
| 16 | 70-74  | 16          |       |       |       |       |          |
| 4 | 65-69  | 8           |       |       |       |       |          |
| 8 | 60-64  | 8           |       |       |       |       |          |
| 32 | 55-59  | 12          |       |       |       |       |          |
| 24 | 50-54  | 28          |       |       |       |       |          |
| 20 | 45-49  | 28          |       |       |       |       |          |
| 12 | 40-44  | 8           |       |       |       |       |          |
| 20 | 35-39  | 20          |       |       |       |       |          |
| 16 | 30-34  | 8           |       |       |       |       |          |
| 16 | 25-29  | 16          |       |       |       |       |          |
| 8 | 20-24  | 12          |       |       |       |       |          |
| 20 | 15-20  | 16          |       |       |       |       |          |
| 20 | 10-14  | 12          |       |       |       |       |          |
| 8 | 5-9    | 8           |       |       |       |       |          |
| 16 | 0-4    | 8           |       |       |       |       |          |

## Економіка
2010 року серед 318 осіб працездатного віку (15—64 років) 249 були активними, 69 — неактивними (показник активності 78,3%, у 1999 році було 69,2%). З 249 активних мешканців працювало 236 осіб (129 чоловіків та 107 жінок), безробітними було 13 (6 чоловіків та 7 жінок). Серед 69 неактивних 24 особи були учнями чи студентами, 26 — пенсіонерами, 19 були неактивними з інших причин.

У 2010 році в муніципалітеті числилось 188 оподаткованих домогосподарств, у яких проживали 508,5 особи, медіана доходів виносила 19 347 євро на одного особоспоживача

## Зображення у мистецтві
У військово-історичній драмі Сема Мендеса про часи Першої світової війни «1917» містечко відіграє суттєву роль у сюжеті фільму (події відбуваються вдень 6 квітня та вночі 7 квітня 1917 року) і зображене вкрай зруйнованим внаслідок тривалих бойових дій.